# Olympische Sommerspiele 1920/Teilnehmer (Japan)
| Gelbes Symbol für Goldmedaillen mit stilisierten Olympischen Ringen | Graues Symbol für Silbermedaillen mit stilisierten Olympischen Ringen | Braundes Symbol für Bronzemedaillen mit stilisierten Olympischen Ringen |
| ------------------------------------------------------------------- | --------------------------------------------------------------------- | ----------------------------------------------------------------------- |
| —                                                                   | 2                                                                     | —                                                                       |

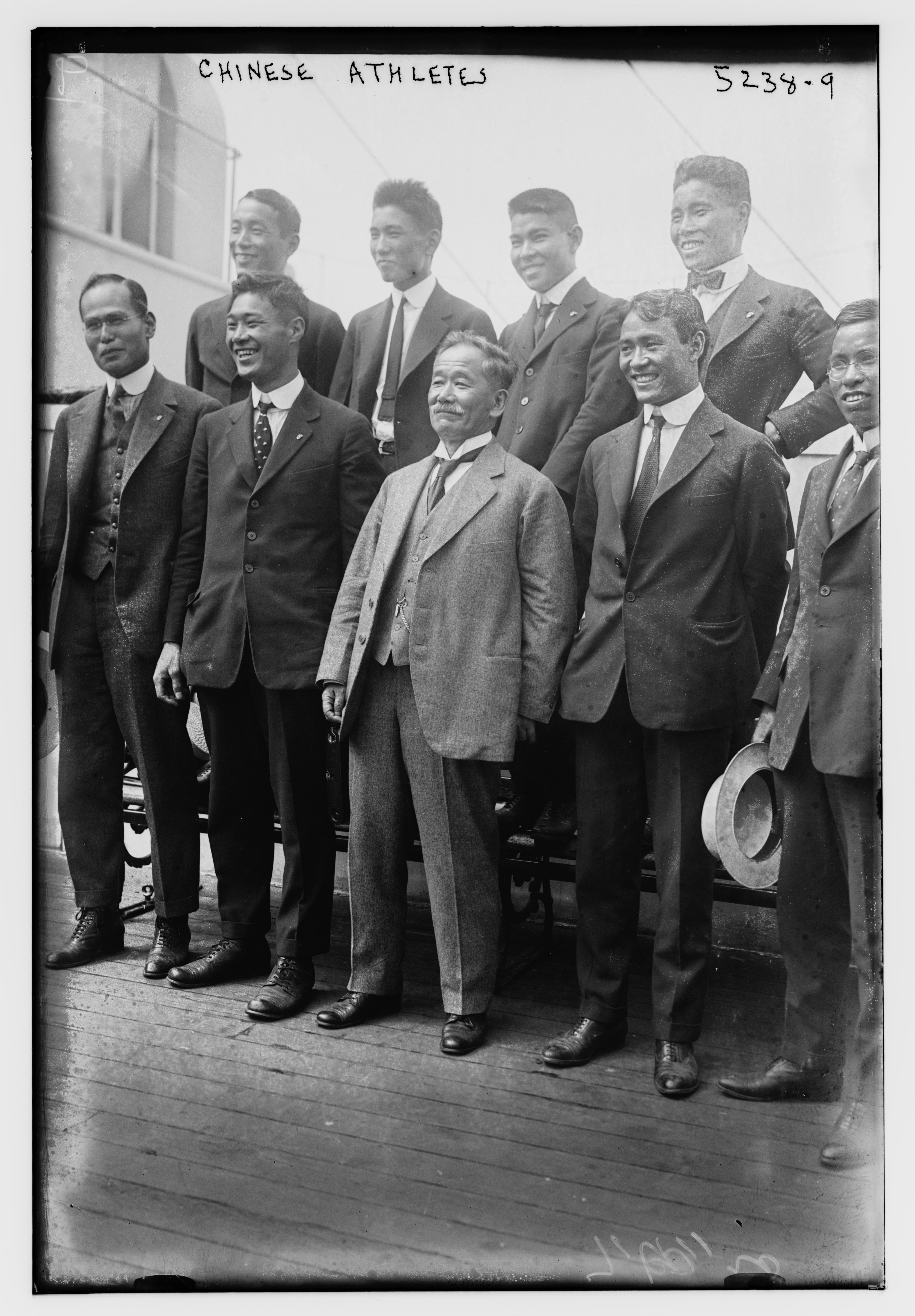
Japanische Leichtathleten 1920

Japan nahm an den Olympischen Sommerspielen 1920 in Antwerpen, Belgien, mit einer Delegation von 15 Sportlern (allesamt Männer) an 14 Wettbewerben in vier Sportarten teil. Es konnten zwei Medaillen (Silber) gewonnen werden. Jüngster Athlet war der Marathonläufer Kenzo Yashima (18 Jahre und 139 Tage), ältester Athlet war der Zehnkämpfer Gensaburō Noguchi (31 Jahre und 361 Tage). Es war nach den Olympischen Sommerspielen 1912 die zweite Teilnahme an Olympischen Sommerspielen für das Land.

## Medaillengewinner

### Silber
| Name                            | Sportart | Wettkampf     |
| ------------------------------- | -------- | ------------- |
| Kumagai Ichiya                  | Tennis   | Herren Einzel |
| Kumagai Ichiya Kashio Seiichirō | Tennis   | Herren Doppel |

## Teilnehmer nach Sportarten

### Leichtathletik
- Saburo Hasumi
  - 800-Meter-Lauf

Runde eins: ausgeschieden in Lauf eins (Rang sechs), keine Zeit bekannt
  - 1500-Meter-Lauf

Runde eins: ausgeschieden in Lauf vier (Rang sechs), keine Zeit bekannt
- Ichiro Kaga
  - 100-Meter-Lauf

Runde eins: ausgeschieden in Lauf eins (Rang vier), keine Zeit bekannt
  - 200-Meter-Lauf

Runde eins: ausgeschieden in Lauf neun (Rang vier), keine Zeit bekannt
- Kanaguri Shisō
  - Marathon

Finale: 2:48:45,4 h, Rang 16
- Hiroshi Masuda
  - Fünfkampf

Finale: Wettkampf nicht beendet (DNF)
200-Meter-Lauf: Wettkampf nicht angetreten
1500-Meter-Lauf: Wettkampf nicht angetreten
Diskuswurf: 39,82 m
Speerwurf: Wettkampf nicht angetreten
Weitsprung: 4,510 m
- Yahei Miura
  - Marathon

Finale: 2:59:37,0 h, Rang 24
- Zensaku Motegi
  - 10.000-Meter-Lauf

Runde eins: ausgeschieden in Lauf drei (Rang zwölf), keine Zeit bekannt
  - Marathon

Finale: 2:51:09,4 h, Rang 20
- Gensabulo Noguchi
  - Zehnkampf

Finale: 3668,63 Punkte, Rang zwölf
100-Meter-Lauf: 643,00 Punkte, Lauf sieben, 12,1 s, Rang drei, Gesamtrang 16
110 Meter Hürden: 0,00 Punkte, Wettkampf nicht beendet (DNF)
400-Meter-Lauf: 661,60 Punkte, Lauf fünf, 57,2 s, Rang drei, Gesamtrang 18
1500-Meter-Lauf: 553,60 Punkte, Lauf eins, 5:11,2 min, Rang sechs, Gesamtrang zwölf
Diskuswurf: 116,88 Punkte, 21,97 m, Rang 16
Hochsprung: 328,00 Punkte, 1,45 m, Rang 21
Kugelstoßen: 279,00 Punkte, 8,13 m, Rang 23
Speerwurf: 298,20 Punkte, 35,48 m, Rang zwölf
Stabhochsprung: 271,00 Punkte, 2,60 m, Rang 15
Weitsprung: 517,35 Punkte, 5,630 m, Rang 21
- Tomeichi Ōura
  - 5000-Meter-Lauf

Runde eins: ausgeschieden in Lauf vier (Rang sechs), keine Zeit bekannt
- Konosuke Sano
  - 5000-Meter-Lauf

Runde eins: ausgeschieden in Lauf zwei (Rang sieben), keine Zeit bekannt
  - 10.000-Meter-Lauf

Runde eins: ausgeschieden in Lauf zwei (Rang acht), keine Zeit bekannt
- Shinichi Yamaoka
  - 100-Meter-Lauf

Runde eins: ausgeschieden in Lauf acht (Rang vier), keine Zeit bekannt
  - 200-Meter-Lauf

Runde eins: ausgeschieden in Lauf eins (Rang vier), 23,9 s, zwei Meter hinter dem Drittplatzierten
- Kenzo Yashima
  - Marathon

Finale: 2:57:02,0 h, Rang 21

### Schwimmen
- Kenkichi Saitō
  - 100 Meter Freistil

Runde eins: ausgeschieden in Lauf drei (Rang sechs), keine Zeit bekannt
  - 400 Meter Freistil

Runde eins: in Lauf eins (Rang zwei) für das Halbfinale qualifiziert, 6:16,8 min
Halbfinale: ausgeschieden in Lauf eins, Wettkampf nicht beendet (DNF)
- Masayoshi Uchida
  - 100 Meter Freistil

Runde eins: ausgeschieden in Lauf fünf (Rang fünf), keine Zeit bekannt
  - 400 Meter Freistil

Runde eins: ausgeschieden in Lauf drei (Rang drei), 6:40,0 min

### Tennis
Einzel
- Kumagai Ichiya
Rang zwei 
Runde eins: 3:0-Satzsieg gegen José María Alonso aus Spanien
Runde zwei: 3:0-Sieg nach Sätzen gegen Victor de Laveleye aus Belgien
Runde drei: gegen Albert Lammens aus Belgien nach Sätzen (3:0) durchgesetzt
Viertelfinale: Sieg nach Sätzen (3:0) gegen George Dodd aus der Südafrikanischen Union
Halbfinale: 3:0-Satzsieg gegen Charles Winslow aus der Südafrikanischen Union
Finale: Niederlage nach Sätzen (0:3) gegen Louis Raymond aus der Südafrikanischen Union
- Kashio Seiichirō
Rang neun
Runde eins: Freilos
Runde zwei: 3:0-Sieg nach Sätzen gegen Erik Tegner aus Dänemark
Runde drei: 2:3-Niederlage nach Sätzen gegen George Dodd aus der Südafrikanischen Union

Doppel
- Kumagai Ichiya
Kashio Seiichirō
Rang zwei 
Viertelfinale: 3:1-Sieg nach Sätzen (6:3, 6:2, 4:6, 6:3) gegen Brian Norton und Louis Raymond aus der Südafrikanischen Union
Halbfinale: 3:1-Sieg nach Sätzen (6:4, 4:6, 6:3, 6:1) gegen Jean-François Blanchy und Jacques Brugnon aus Frankreich
Finale: 1:3-Niederlage nach Sätzen (2:6, 7:5, 5:7, 5:7) gegen Oswald Turnbull und Max Woosnam aus Großbritannien

### Wasserspringen
- Masayoshi Uchida
  - Turmspringen 3 m und 10 m

Runde eins: ausgeschieden in Gruppe zwei (Rang acht), 94,0 Punkte